# Cocal de Telha
Cocal de Telha is een gemeente in de Braziliaanse deelstaat Piauí. De gemeente telt 4.689 inwoners (schatting 2009).
De gemeente grenst aan Capitão de Campos, Jatobá do PI, Campo Maior, Nossa Senhora de Nazaré en Boqueirão do Piauí.